# Histoire des Juifs en Arabie saoudite
 (décembre 2011).
Si vous disposez d'ouvrages ou d'articles de référence ou si vous connaissez des sites web de qualité traitant du thème abordé ici, merci de compléter l'article en donnant les références utiles à sa vérifiabilité et en les liant à la section « Notes et références ».
L'histoire des Juifs en Arabie saoudite se comprend comme l'histoire passée des communautés juives ayant résidé sur le territoire actuel de l'Arabie saoudite.

## Avant l'Islam

Déportation d'Israélites par l'Empire néo-assyrien

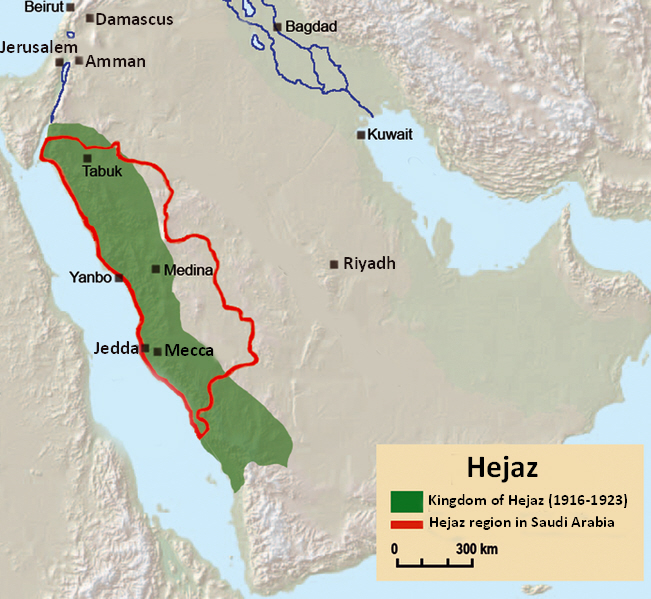
Les juifs sont particulièrement présents dans la partie ouest de la péninsule arabique, le Hijaz (dont les frontières ont varié, en vert, en rouge)

Voir les Juifs de la péninsule arabique avant l'islam.
La première migration de Juifs en dans la péninsule Arabique remonterait à l'époque de l'Exil, au VIe siècle av. J.-C.. Selon certains, ils se seraient implantés dans la région de Yathrib et de Khaybar à l'époque de Josué ou de Saül. Cependant, ces récits semblent douteux. Toutefois, il semble acquis, que leur présence en Arabie remonte à avant l'Exil.
L'immigration dans la péninsule arabique s'accentue vers le IIe siècle apr. J.-C.
Aux VIe et VIIe siècles, une population juive importante réside au Hedjaz, principalement dans et autour de la future Médine.
Les Banu Qurayza, tribu juive de Médine (Yathrib), étaient, selon Ibn Khordadbeh, collecteurs d’impôts pour le shah durant la domination perse du Hedjaz. Selon le chroniqueur musulman du VIIIe siècle, Ibn Ishaq, deux de leurs rabbins auraient révélé à un roi Himyarite la venue future dans l’agglomération d’un prophète issu des Quraych ; l'historien musulman voulait accréditer de cette manière l'idée selon laquelle les juifs avaient prédit la venue de Mahomet, et l'avaient par avance considéré comme un prophète.

## Tribusjuivesimplantées en Arabie auxVIeetVIIesiècles
- Tribus importantes sur Yathrib, appelée par la suite Médine :
  - Banu Qaynuqa,
  - Banu Qurayza,
  - Banu Nadir.

Mahomet et ces trois tribus s'opposeront frontalement au 7e siècle.
- Autres tribus :
  - Banu Awf,
  - Banu Harith,
  - Banu Jusham,
  - Banu Alfageer,
  - Banu Najjar,
  - Banu Sa'ida,
  - Banu Shutayba,

## Débuts de l'Islam
Mahomet est entré en conflit avec les trois principales tribus juives de Médine (appelée Yathrib, à l'époque), les Banu Qaynuqa, les Banu Nadir et les Banu Qurayza, qui ont refusé de le reconnaître comme prophète.
Selon la tradition islamique, peu après la bataille de Badr, les Banu Qaynuka sont expulsés surtout en raison de leurs multiples trahisons et non respect de leur pacte établi avec les musulmans, et pour manque de respect envers une femme du parti musulman.
Les Banu Nadir sont expulsés à leur tout, après la bataille de Uhud, car Mahomet les soupçonne de vouloir l’éliminer, peut-être en représailles contre l’assassinat du poète Ka'b ibn al-Ashraf, un de leurs chefs. Réfugiés à Khaybar, ils sont attaqués et exterminés violemment par les musulmans en 629 lors de la bataille de Khaybar.
Les hommes des Banu Qurayza sont tués et les membres de leur famille réduits en esclavage ou bannis, après la bataille du fossé durant laquelle ils auraient soutenu Abu Sufyan, polythéiste et ennemi juré de Mahomet.
Pour un résumé, voir Les Juifs de la péninsule arabique aux premiers temps de l'islam.

## Survivances
Il semble que de petites communautés se soient maintenues, et aient survécu dans des conditions difficiles, dans des enclaves.
C'est du moins ce que laisse supposer la relation du voyage de Benjamin de Tudèle, au XIIe siècle.

## Le voyage de Benjamin de Tudèle

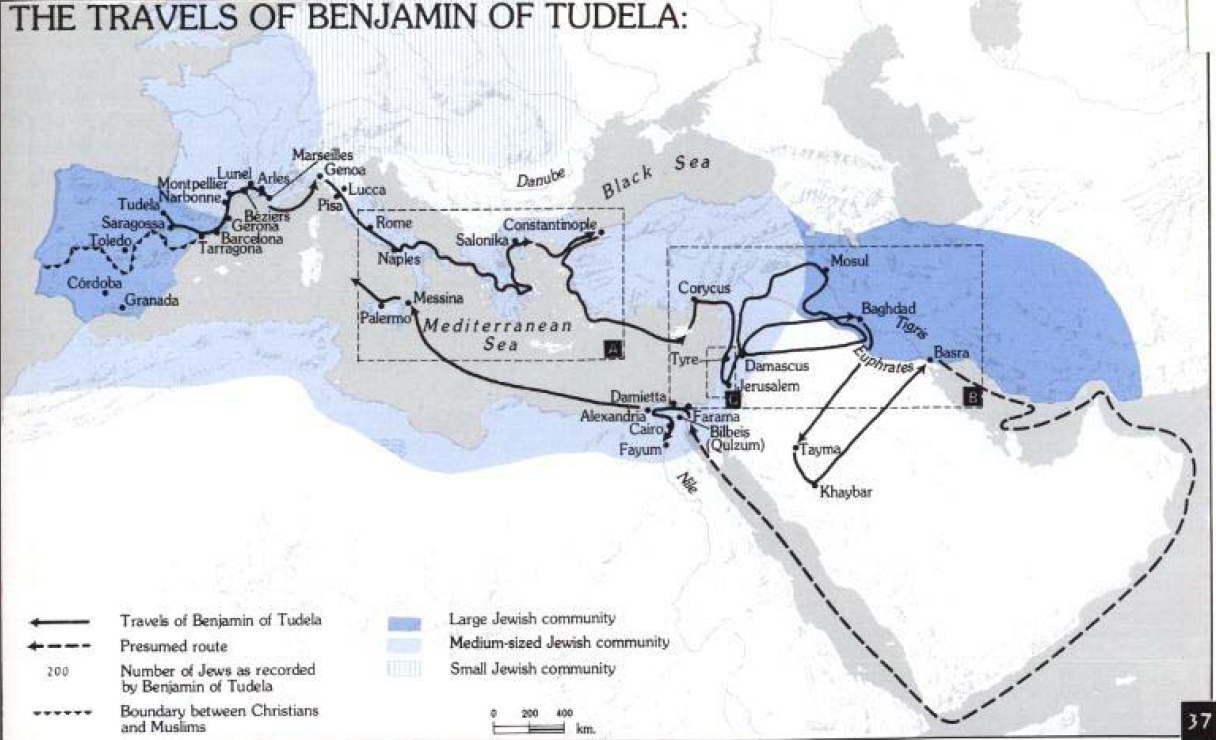
Itinéraire de Benjamin de Tudèle.

Un voyage historique, pour visiter les communautés juives éloignées, est entrepris par le rabbin Benjamin de Tudèle de 1165 à 1173. Il a traversé quelques-unes des régions qui sont aujourd'hui en Arabie saoudite. Il s'y est arrêté dans des communautés juives vivant à Tayma et Khaybar deux localités connues pour une présence juive historique significative (voir Bataille de Khaybar, menée par Mahomet et ses partisans contre la communauté juive de Khaybar établie en 629.
Le voyage de Benjamin commence comme un pèlerinage en Terre sainte. Les motivations du voyage sont discutées : recensement des communautés juives susceptibles d'offrir l'hospitalité, étude des possibilités d'émigration, établissement d'un réseau commercial, ou religieux... Il prend le "long chemin" s'arrêtant fréquemment, pour rencontrer les gens, visiter les lieux, décrire les occupations, tenir un décompte démographique des Juifs dans chaque ville et zone.
Une des villes à communauté juive visitée est El Katif  dans la région de Hofuf, au nord de la Péninsule Arabique. Al-Hofuf ou Hofuf ou Al-Hufuf (arabe : الهفوف) est un centre urbain de la vaste oasis Al-Ahsa dans la  Province de l'Est. La ville a une population de 287.541, en 2004, dans une zone d'environ 600.000 habitants, à l'intérieur des terres, au sud ouest de Abqaiq et de la grande aire métropolitaine de Dhahran-Dammam-Al-Khobar, au sud est de Haradh.

## Najranoule tapis volant

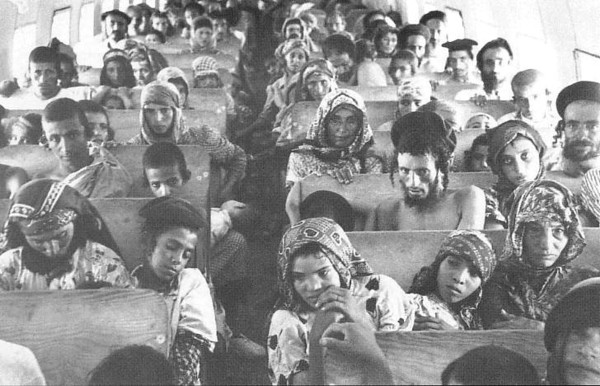
Juifs Yéménites entre Aden et Israël, pendant lOpération Tapis Volant (1949–1950).

Une petite communauté juive y a vécu dans une ville frontalière de 1934 jusqu'en 1950. La ville yéménite de Najran a été conquise par les forces saoudiennes en 1934, absorbant de fait sa communauté juive, qui remontait aux temps pré-islamiques.
Quand le harcèlement et la persécution sont devenus insupportables, les Juifs de Najran ont commencé à préparer leur départ du pays. Le gouverneur local de l'époque, Amir Turki Ben Mahdi, a accordé aux 600 Juifs Najrani une journée pour soit évacuer soit ne jamais repartir. Les soldats saoudiens les ont accompagnés jusqu'à la frontière yéménite. Ces Juifs sont arrivés à Saada, et environ 200 ont continué vers le sud, pour Aden, entre septembre et octobre 1949. Le roi d'Arabie saoudite, Abdulaziz, a exigé leur retour, mais le roi du Yémen, Ahmad bin Yahya a refusé, parce que ces réfugiés étaient d'origine yéménite. Après une installation au camp de Hashid, aussi appelé Mahane Geula, ils ont été transportés par avion en Israël dans le cadre de l'Opération Tapis Volant.

## Période actuelle
Aucune activité de personne juive n'était admise en Arabie saoudite au début du XXIe siècle jusqu'en décembre 2014.
La situation a changé officiellement en décembre 2014 : "Les Juifs sont autorisés à venir travailler en Arabie Saoudite, a fait savoir le ministère saoudien du Travail d’après Al-Watan, le quotidien du Royaume qui rapporte que le site du ministère saoudien du Travail répertorie désormais le judaïsme comme l’une des dix religions acceptables et que les travailleurs étrangers ont le droit de pratiquer". Les Israéliens restent interdits de séjour en Arabie Saoudite, les lieux de culte non musulmans sont interdits aussi.